# Deolali Pravara
Deolali Pravara es una ciudad y municipio situada en el distrito de Ahmednagar en el estado de Maharashtra (India). Su población es de 30997 habitantes (2011). 

## Demografía
Según el censo de 2011 la población de Deolali Pravara era de 30997 habitantes, de los cuales 15984 eran hombres y 15013 eran mujeres. Deolali Pravara tiene una tasa media de alfabetización del 79,82%, inferior a la media estatal del 82,34%: la alfabetización masculina es del 86,83%, y la alfabetización femenina del 72,47%.